# Po stopách Františka Malocha
Po stopách Františka Malocha je naučná stezka vedoucí po levém břehu řeky Berounky ze severovýchodního okraje Plzně ke zřícenině hradu Věžka u Druztové. Stezka prochází jihozápadní částí přírodního parku Berounka, jejím těžištěm jsou chráněná území Malochova skalka a Háj. Je věnována významnému botanikovi Františku Malochovi (1862 – 1940), který se intenzivně věnoval výzkumu flóry na Plzeňsku.

## Vznik
S nápadem vytvořit naučnou stezku věnovanou památce botanika Františka Malocha přišel v roce 2001 Petr Charvát, absolvent Pedagogické fakulty ZČU v Plzni. Na podzim téhož roku začal s přípravou rigorózní práce Návrh naučné školní stezky s využitím flóry a vegetace spilitových skal v polesí Háj u Druztové v okrese Plzeň-sever. O rok později práci obhájil a nabídl k využití starostovi obce Druztová. Později bylo rozhodnuto o prodloužení trasy až na Bílou Horu v Plzni. V roce 2003 se podařilo zajistit dostatečné finanční prostředky a přistoupilo se k samotné realizaci, na které se kromě orgánů samosprávy podílely i komerční firmy. Autorem textů a většiny fotografií na informačních panelech je PhDr. Petr Charvát. Stezka byla slavnostně otevřena 10. října 2003 v Druztové.

## Trasa
Stezka je dlouhá přibližně 9 km a její prohlídka obvykle trvá 4–5 hodin. Cesta patří mezi dobře schůdné s nenáročným terénním profilem, vhodná je i pro rodiny s dětmi a seniory. Trasa nabízí několik vyhlídek do kaňonu řeky Berounky. Doporučovaná je návštěva v jarním období s hojností pestré květeny či na počátku podzimu, kdy se dominující habry zabarví dozlatova.
Trasa začíná na autobusové zastávce č. 20 na Bílé Hoře v Plzni. Odtud vede lesem po žluté turistické značce s číslem KČT 6622 mírným kopcem až k louce s rozcestníkem turistických tras nedaleko Černého mlýna. Cesta pokračuje polní cestou až k rozcestí „U dubu“, kde odbočuje vpravo a přibližně 100 m vede po silnici na Druztovou. Před mostíkem trasa uhýbá opět na polní cestu, která prochází chatovou oblastí až k přírodní památce Malochova skalka, kde je umístěna i pamětní deska botanika.
Klikatící se chodníček vystoupá zpět na žlutou turistickou značku, která se pozvolna stáčí k severu, kde prochází po okraji přírodní rezervace Háj, chránící přirozený smíšený porost dubohabrového lesa. Zpevněná cesta vede na okraj Druztové a pokračuje asfaltovou silničkou dolů ke hřbitovu s kostelem sv. Máří Magdaleny. Od hřbitova vede pěšina po hrázi rybníka a strmě stoupá na vrchol spilitové skalky, kde stával mohutný gotický hrad Věžka. Vrchol se zbytky polozbořených zdí nabízí vyhlídku na Berounku.

## Zajímavost
Stezka vede v některých úsecích po žluté turistické trase, která je nejstarší cestou v okolí Plzně – pro turistické účely byla upravena roku 1893 ve spolupráci tehdejší Obce Plzeňské s Klubem českých turistů.

## Informační panely
Na trase stezky je 11 informačních tabulí, z nichž 5 představuje krásu a rozmanitost místní přírody se specifickou suchomilnou vegetací spilitových skal, dalších 5 tabulí je věnováno historii území a jedna samotnému Františku Malochovi.
- Bílá Hora – historie městské části Plzeň – Bílá Hora, Bolevecké rybníky, pivovar Prior, těžba černého uhlí, Masarykův most, tvrziště Pecihrádek
- Tvrz Roudná – historie středověké tvrze, vznik přírodního parku Horní Berounka (od roku 2021 součást přírodního parku Berounka), řeka
- Čertův mlýn – pověsti a tajemství mlýna, prameniště Dobrá voda, ves Senec
- Botanik František Maloch – významný plzeňský botanik
- Geologická minulost – geologická mapa Malochovy skalky
- Biotop řeky Berounky – život v řece a jejím okolí
- Květena habrového háje
- Zvěř v polesí Háj
- Polesí Háj – život v oblasti, skladba vegetačních pater
- Obec Druztová – historie, kostel sv. Maří Magdaleny, škola, kaple sv. Jana Nepomuckého
- Hradní zřícenina Věžka – historie hradu, pověst o kachně na zlatých vejcích